# Поджо-Сан-Вічино
Поджо-Сан-Вічино (італ. Poggio San Vicino) — муніципалітет в Італії, у регіоні Марке, провінція Мачерата.
Поджо-Сан-Вічино розташоване на відстані близько 175 км на північ від Риму, 45 км на південний захід від Анкони, 32 км на захід від Мачерати.
Населення — 264 особи (2014).
Щорічний фестиваль відбувається 30 квітня. Покровитель — Свята Катерина Сієнська (Santa Caterina da Siena).

## Демографія
Населення за роками:

Станом на 1 січня 2023 року в муніципалітеті офіційно проживав 21 іноземець з 9 країн, серед них 4 громадяни країн Євросоюзу.

## Сусідні муніципалітети
- Апіро
- Черрето-д'Езі
- Фабріано
- Мателіка
- Серра-Сан-Куїрико